# Saül
Saül é uma comuna francesa do departamento de ultramar da Guiana Francesa. Sua população em 2007 era de 158 habitantes. Saül está no coração da floresta amazônica, cerca de 180 km ao sul de Caiena. A população é constituída principalmente por crioulos da capital, bem como alguns hmong e brasileiros varia sazonalmente entre 70 e 200 pessoas.